# Kostel Nanebevzetí Panny Marie (Nový Bor)
Kostel Nanebevzetí Panny Marie v Novém Boru je římskokatolický děkanský kostel a centrum katolického církevního života v městě Nový Bor na Českolipsku. Stojí na rozhraní náměstí Míru a Sloupské ulice, ve které se nachází budova farního úřadu. Je chráněn jako kulturní památka České republiky.

## Historie a architektonická podoba kostela

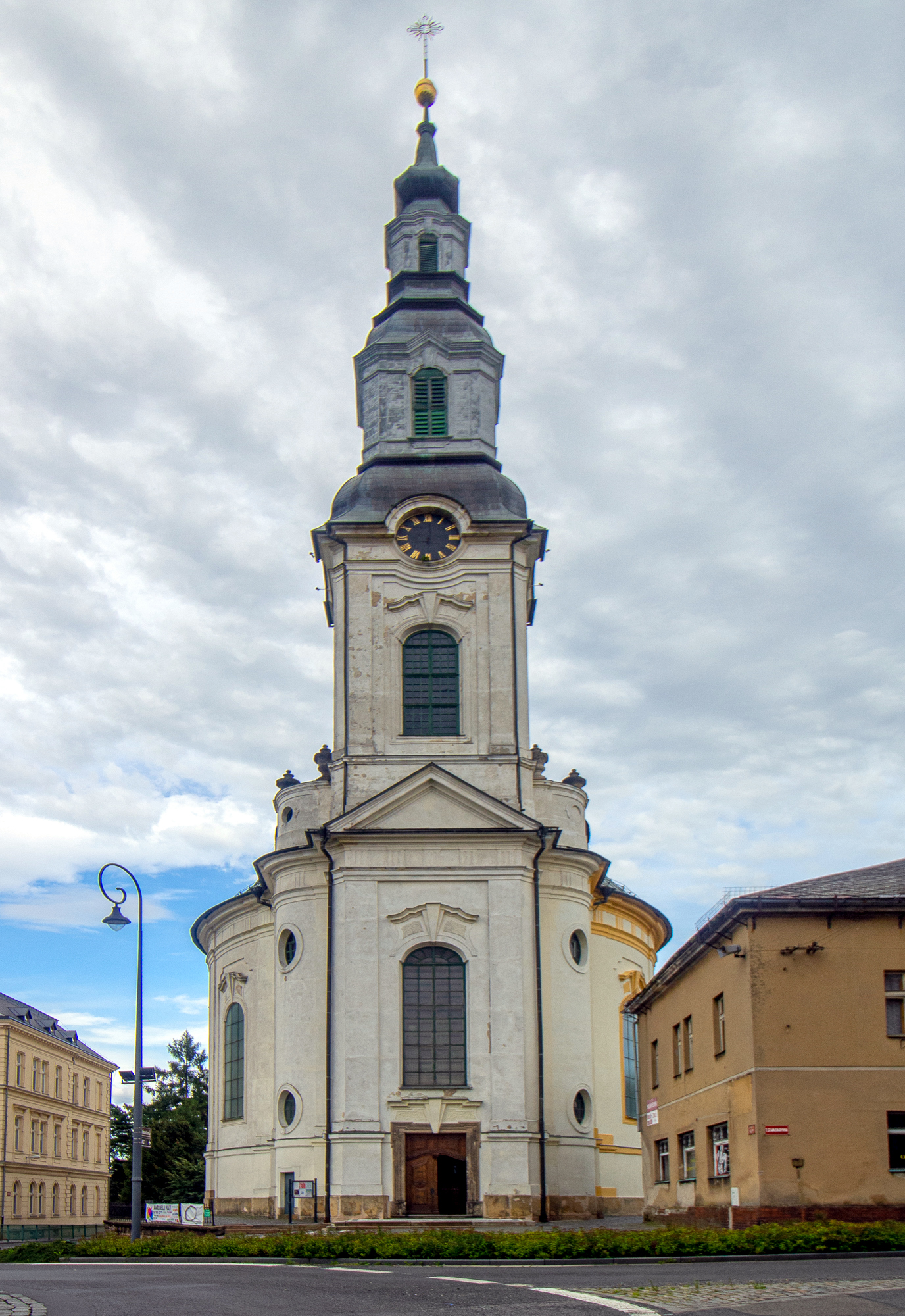
Průčelí kostela

Kostel městečka původně nazvaného Haida se začal budovat roku 1786 děčínským stavitelem Koschem. Kostel byl vysvěcen dne 15. srpna 1792 a udělen mu titul děkanského. Fara se tedy stala děkanstvím.
Barokní kostel se skládá z okrouhlé lodi a polokruhového presbytáře, k němuž přiléhá dvojice patrových přístavků. Půlkruhově zakončený presbytář je sklenutý plackou, v závěru pak konchou s lunetami. Klasicistní vybavení pochází z konce 19. století. V kostele se nachází hodnotné zařízení skládající se z hlavního oltáře, dvojice bočních oltářů, dále je zde kazatelna přístupná ze sakristie a slohově jednotné lavice pro věřící. Varhany pochází z pražského kostela sv. Karla Boromejského, zrušeného Josefem II. Po stranách hlavního oltáře jsou sochy Božského Srdce Páně a Panny Marie. Socha Panny Marie je nejstarší chráněná památka ve městě. Kostelní věž je vysoká 60 metrů.[zdroj?] Je zde starobylý, dodnes funkční zvon z roku 1607.

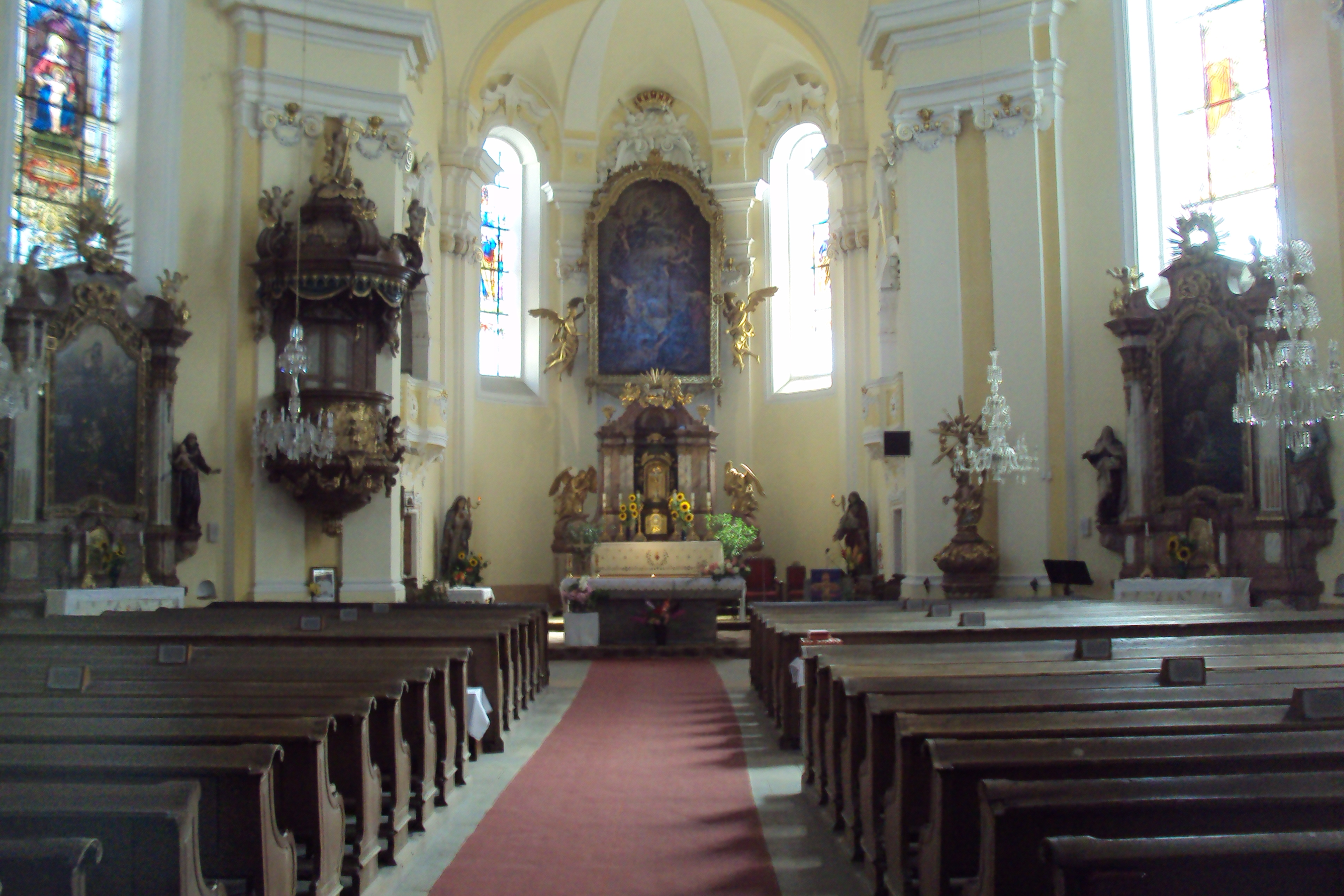
Barokní interiér

Ve 2. polovině 20. století byla provedena úprava liturgického prostoru v duchu reforem, které vyhlásil Druhý vatikánský koncil. Oltářní stůl je mramorový monumentální a prostý, vzhledem se příliš nelišící od jednoduchého kvádru. 
V oltářním stole je zapuštěna kazeta s ostatky svatých, což je zvyk, vycházející z tradice církve (zvyk je připomenutím pronásledování prvotní církve, kdy se bohoslužby konaly tajně v katakombách a za oltáře sloužily rakve s těly mučedníků). Nicméně dnes už není uložení ostatků do oltáře pravidlem.

## Farnost
Novoborská farnost je součástí litoměřické diecéze (českolipský vikariát). Farnost je vedle České Lípy nábožensky nejživější farností českolipského vikariátu. Většinu dní v týdnu jsou slaveny farní bohoslužby, k nimž se vedle kostela věřící scházejí i v kapli sv. Josefa v budově fary.
Současným duchovním správcem farnosti je člen kongregace Salesiánů Dona Bosca (SDB), P. Josef Pavlas SDB, který vedle farnosti Nový Bor spravuje i farnosti Skalice u České Lípy a Sloup v Čechách. Ve farnosti je též skupina mládeže, což není v podmínkách litoměřické diecéze na malých městech rozhodně pravidlem.
Kostel bývá pravidelně zapojen do akce Noc kostelů.